# 卡尔·本茨
卡尔·弗里德里希·賓士（德語：Karl Friedrich Benz，1844年11月25日—1929年4月4日），德国机械工程师和企业家，他是平治汽车的创始人，1885年他设计和發明了由單缸內燃機推動的三輪车，全球第一輛汽車面世，现保存在司徒加特平治博物馆内。1886年制造出第一辆4轮汽车，並正式在歐洲販售，1899年制造出第一辆赛车，1906年本茨和他的两个儿子在拉登堡成立了平治父子公司，平治汽车成为世界著名品牌，1926年平治公司和戴姆勒汽车公司合并。

## 生平
1844年11月25日，本茨出生于德国巴登-符腾堡州的卡尔斯鲁厄，他是父母在婚前所生的，因此随母亲约瑟芬·瓦兰特（Josephine Vaillant）的姓，叫卡尔·弗里德利希·米歇尔·瓦兰特（Karl Friedrich Michael Vaillant），父亲约翰·乔治·本茨（Johann Georg Benz）是一位火车司机。本茨的父母在本茨出生1年后结婚。本茨2岁时父亲因一次火车事故丧生，这时他才改随父姓，叫卡尔·弗里德利希·米歇尔·本茨（Karl Friedrich Michael Benz，后又改为Carl Friedrich Michael Benz）。
本茨想和他父亲一样从事火车工作，1853年开始在卡尔斯鲁厄一所专注教授自然科学的中学就读，1860年，15岁的本茨通过了大学入学考试，进入卡尔斯鲁厄综合理工大学校（即后来的卡尔斯鲁厄大学）学习机械工程，1865年毕业。他一直喜欢骑自行车，梦想着有一天会制造出一辆不用人力驱动的车。他毕业后，先后在几个机械工厂作为设计师工作，还在维也纳的一家钢铁结构公司工作过一段时间。
此后，作为机械工程师的本茨成为汽车工业的先驱，1914年，卡尔斯鲁厄大学授予他荣誉博士头衔。
1929年4月4日，84岁的本茨因支气管炎病逝于德国拉登堡。

## 事业
1871年，本茨和奧古斯特·李特尔合伙在曼海姆开了一家机械加工厂，但由于李特尔不可靠，工厂经营不善，工厂的工具被当地政府没收，他的未婚妻动用自己的嫁妆，把李特尔的股份买了下来。1872年他和未婚妻结婚，后来他们生了五个孩子。
虽然工厂遇到了困难，本茨仍然继续自己的新发动机研究，1879年他获得了自己研究的二冲程发动机专利权，以后又继续得到加速器系统、电池打火系统、火花塞、汽化器、离合器、变速挡和水散热器的专利。
但是由于工厂的生产成本增加很快，银行要求工厂必须升格为大公司，本茨只得吸收其他资金，最后他的公司成为一个合资公司，他在其中只占有5%的股份和不多的总经理薪金，而且他无法再继续研究新产品，1883年，他選擇离开自己的公司。
他和曼海姆的一位開設自行车零件商店的老闆合作，又吸收了一些资金，建立了自己的奔驰公司，一開始只有25个雇员，同时出售制造他的专利发动机的许可。

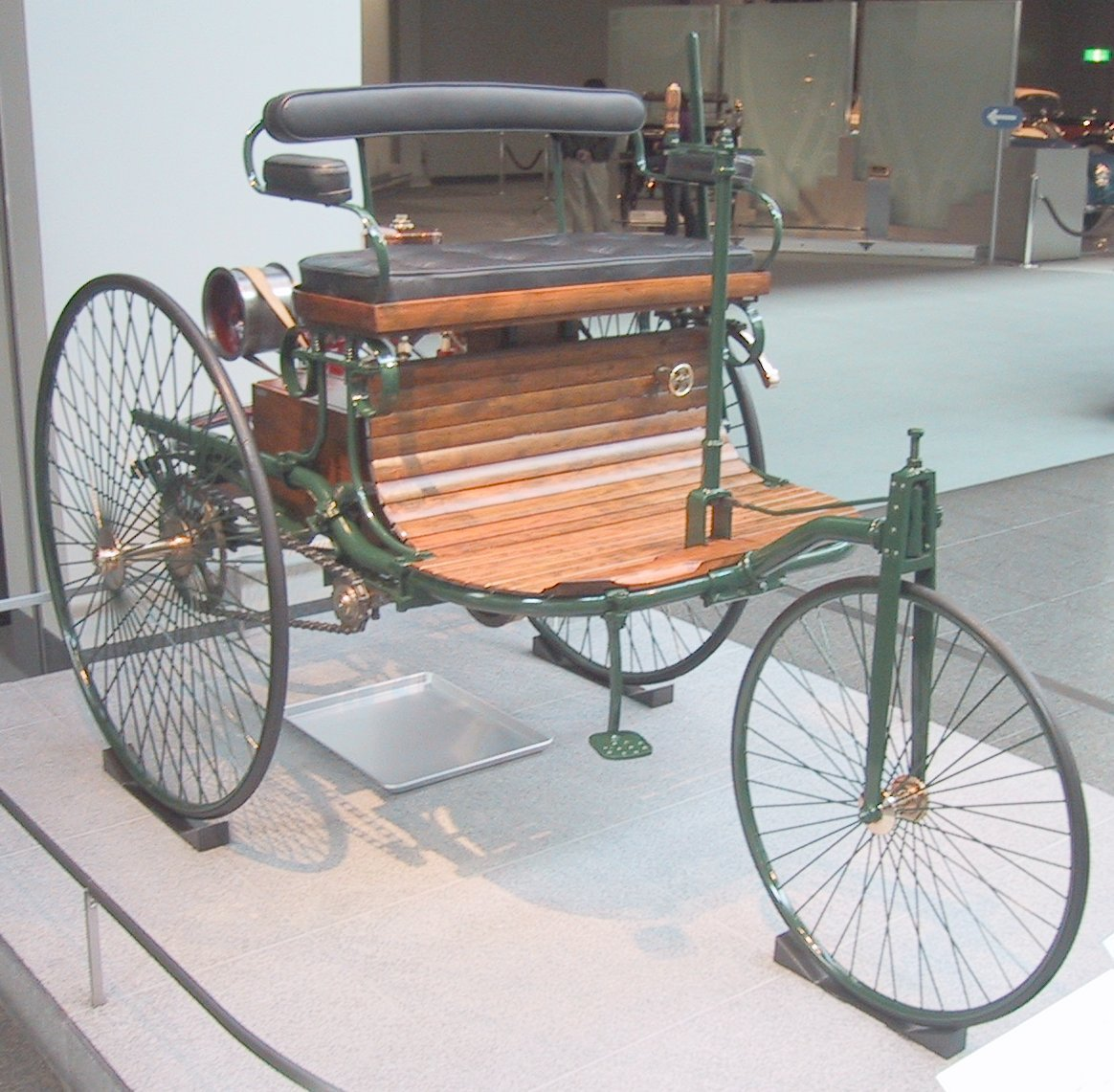
本茨设计生产的第一辆汽车（仿制品）

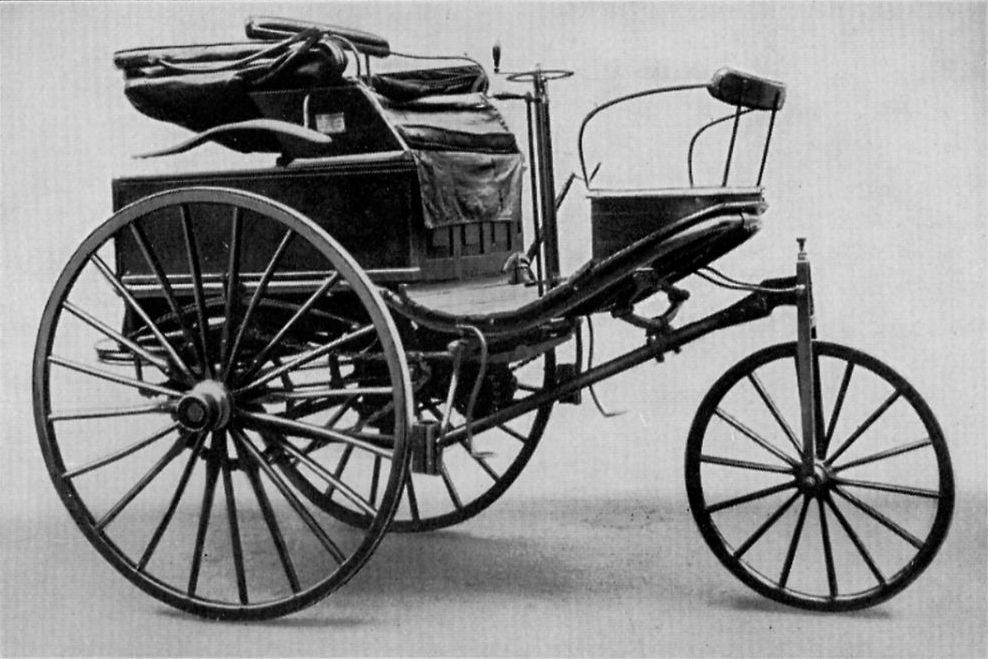
1888年汽車第三型照片

他利用自己的公司实现他的梦想，是采用自行车的原形，将后轮变成两个，在两个后轮中间加上奥托发动机。1885年第一次造出三轮汽车。但这个汽车不太容易操纵，经常在围观的人们哄笑中撞到墙上。但他妻子全力支持他，自己学习开着这辆车上街，所以现在认为波塔本茨，本茨的妻子，是世界上第一位驾驶汽车的人。1886年1月29日他取得了“用汽油作为燃料的车子”的专利权。
7月份，他改用戴姆勒发动机，开始制造和出售“奔驰专利汽车”，是世界上第一个出售汽车的人，他一开始制造了25辆，但出售的前景不好，因为当时只有药店作为清洁剂出售汽油，而且这种汽车在上坡时还得用人推。
第二年，本茨改进推出二型三轮汽车，1887年出现了木轮的第三型，1889年在巴黎的世界博览会上展出。

## 賓士公司

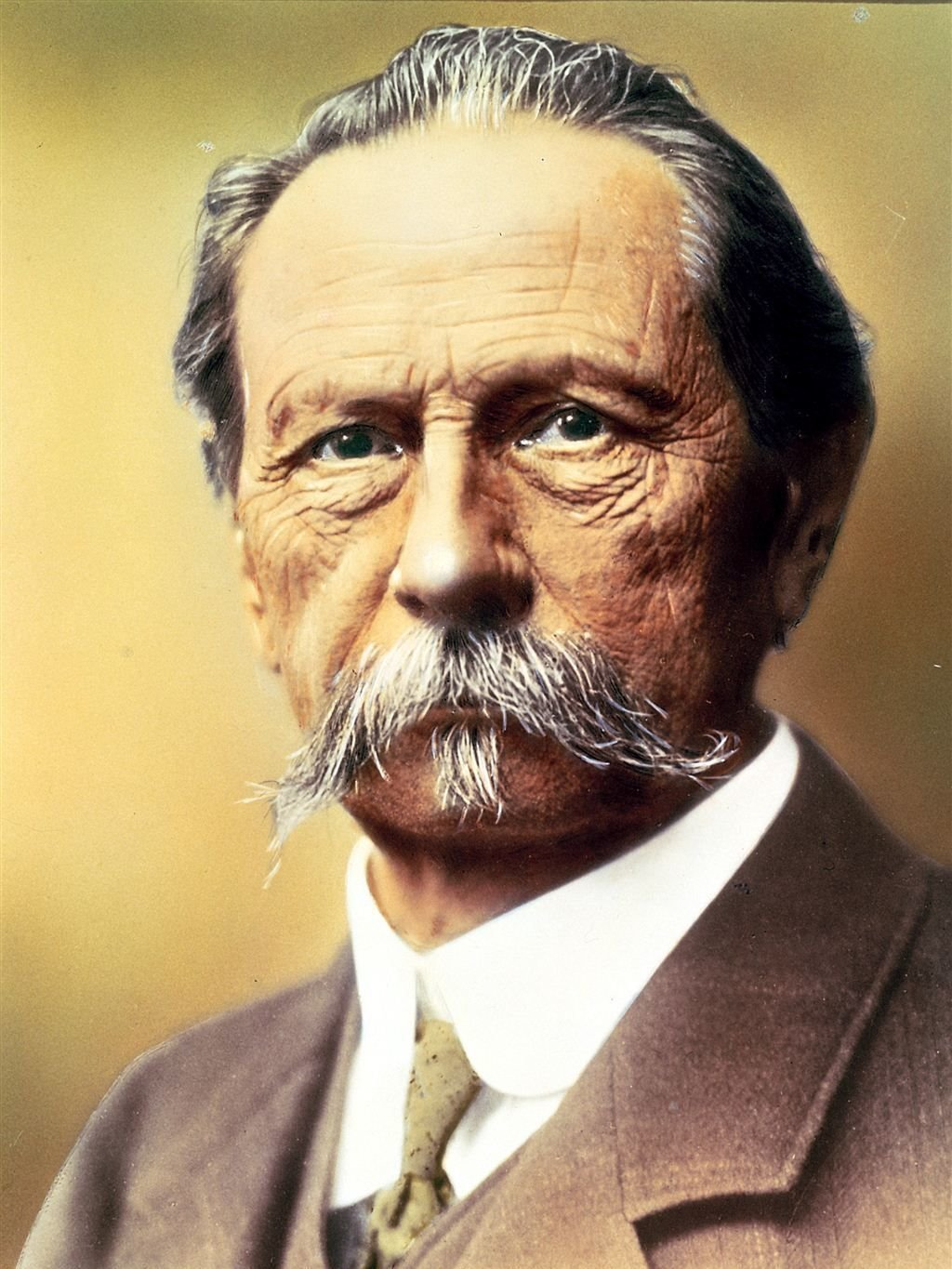
卡尔·本茨（人工上色）

奔驰公司的雇员从1890年50人到1899年增加到了430人，当年产量为572辆，成为一个大公司，有了新的投资伙伴。新的股东要求本茨能发明更便宜可以大量生产的汽车。1893年他创造了“维多利亚”型双人座汽车，3马力，最大速度每小时18公里，当年卖车45辆。
1894年推出改进的“维罗”型，成功地卖出1200辆，并参加了首次汽车竞赛，赛程为巴黎到鲁昂。
1895年本茨设计了世界第一辆卡车，1896年他设计了立式发动机。
但是这段时间内他们公司受到斯图加特的戴姆勒公司的强烈竞争，戴姆勒公司推出“梅塞德斯”35马力车型，公司董事会未经和本茨商量，就雇佣了法国设计师，1903年1月24日，他正式退休，只终身保留公司董事职务。
1906年，本茨迁居到拉登堡，和自己儿子一起创建了“奔驰父子公司”，生产发动机和汽车，他们的汽车品质很好，成为伦敦出租车的首选车型。1914年11月25日70岁的本茨被卡尔斯鲁厄大学授予荣誉博士学位。
1923年，公司生产了350辆车，他制作了两辆25马力和8马力的私人用车，一直保存至今。
在第一次世界大战期间，奔驰公司和戴姆勒公司都生产军用品，战后重新生产汽车，但是德国战后经济困难，认为汽车是奢侈品，征收15%的高税，同时汽油匮乏。1919年奔驰公司想和戴姆勒公司联手，但被戴姆勒公司正式拒绝。
德国的经济持续陷入低谷，1923年，本茨公司生产了1382辆汽车，戴姆勒公司生产了1020辆，每辆车的成本高达2千5百万马克，1924年两个公司开始签定联合协议，1926年正式合并为戴姆勒-奔驰公司，生产梅塞德斯-奔驰汽车，汽车标牌采用了戴姆勒公司的标记-三个角的星，代表他们的发动机可以用于“陆地、空中和水上”。1927年，卖出7918辆，并开始生产卡车。
1929年，本茨因支气管炎死于拉登堡家中，享年84岁。他的故居现在是“奔驰-戴姆勒基金会”的总部。

## 图集

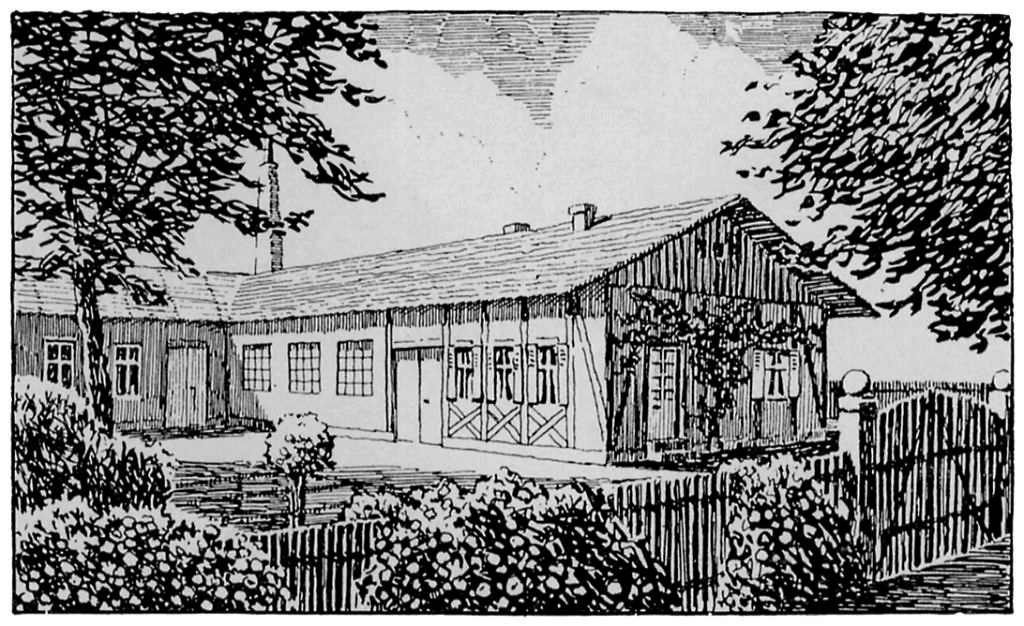
Carl Benz‘ workshop in Mannheim/Germany
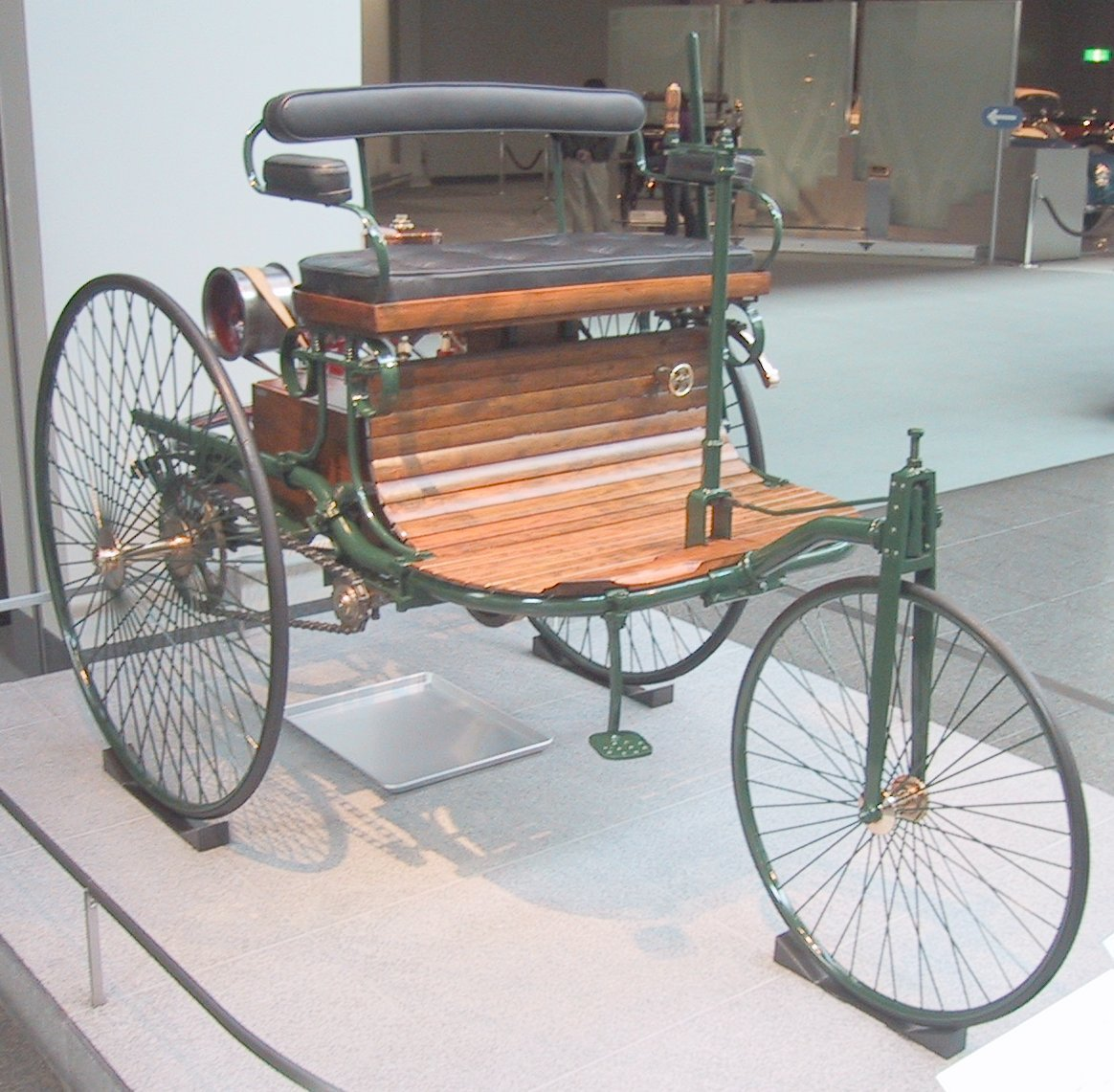
Replica of the Benz Patent Motorwagen built in 1885
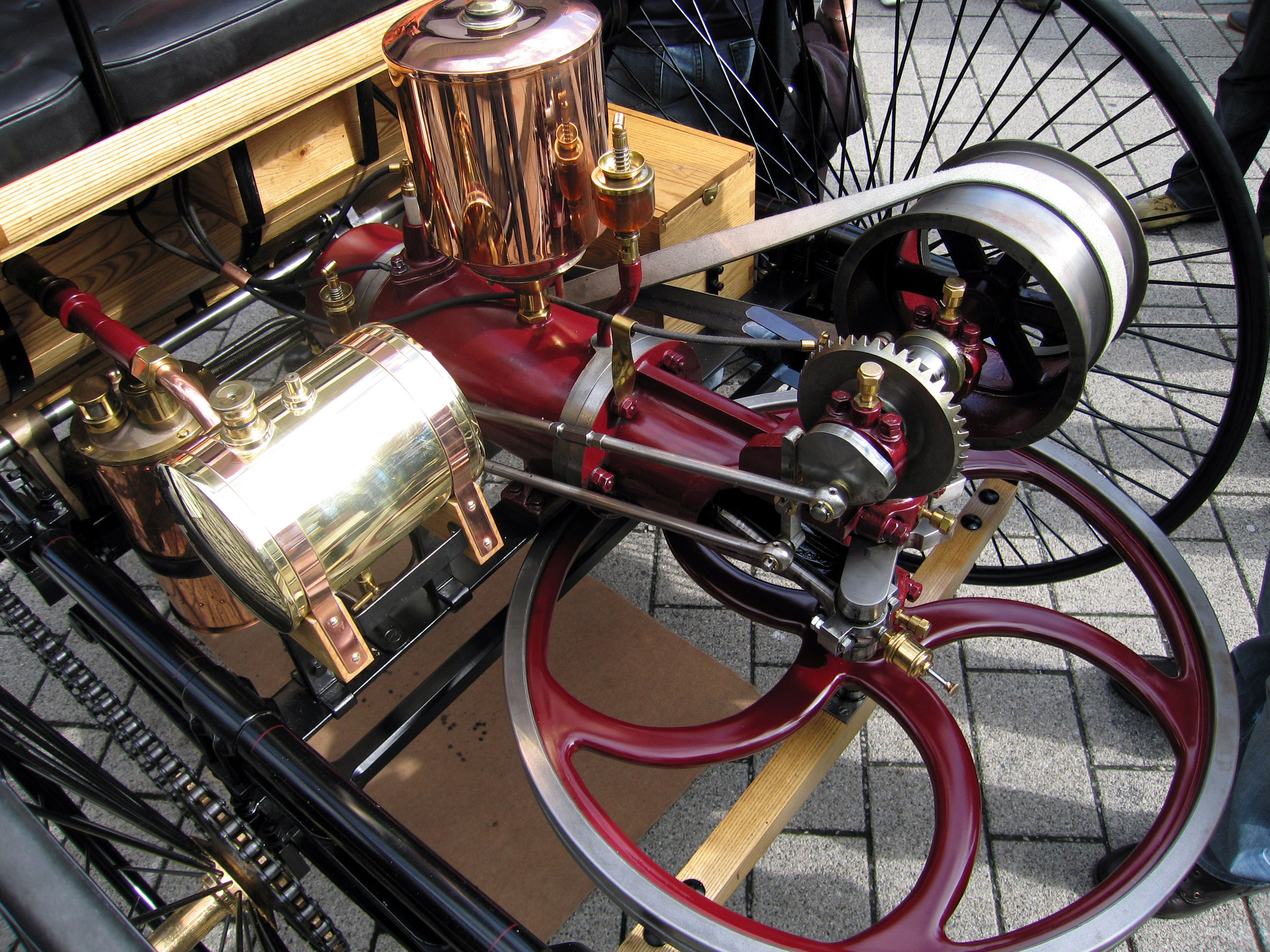
Engine of the Benz Patent Motorwagen
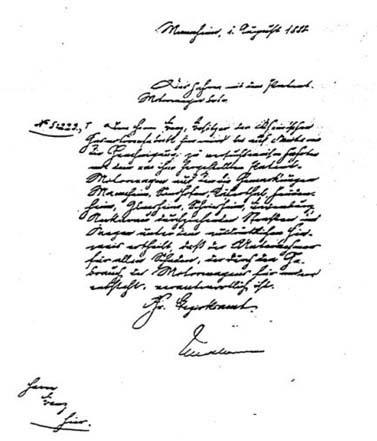
The world’s first drivers‘ licence, issued to Carl Benz on August 1, 1888
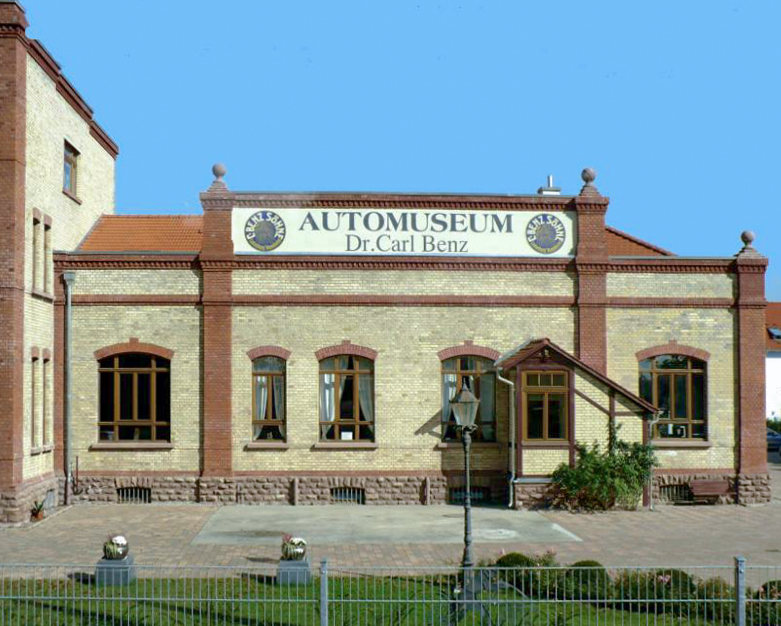
拉登堡的卡尔∙本茨博士汽车博物馆
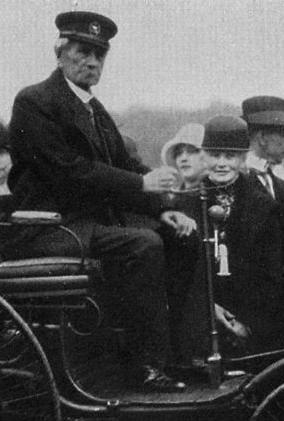
Carl and Bertha Benz
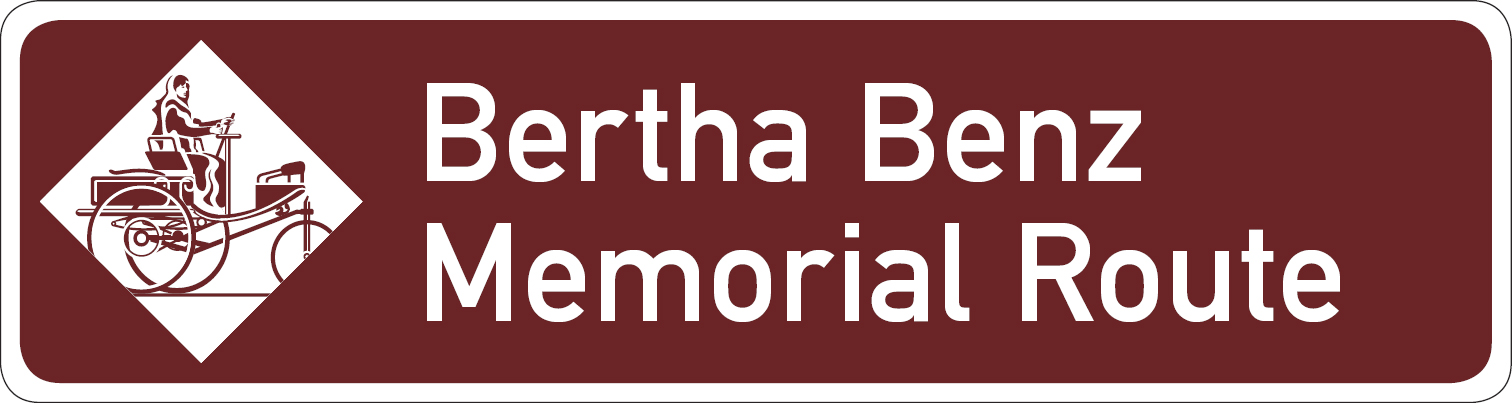
贝尔塔·本茨纪念之路, commemorating the world's first long distance journey with a Benz Patent Motorwagen in 1888
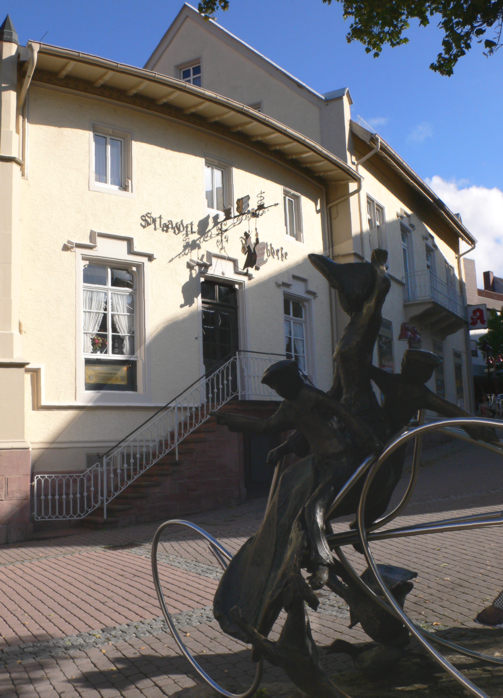
威斯洛赫德的城市药店，世界第一家加油站